# Fútbol en Cataluña

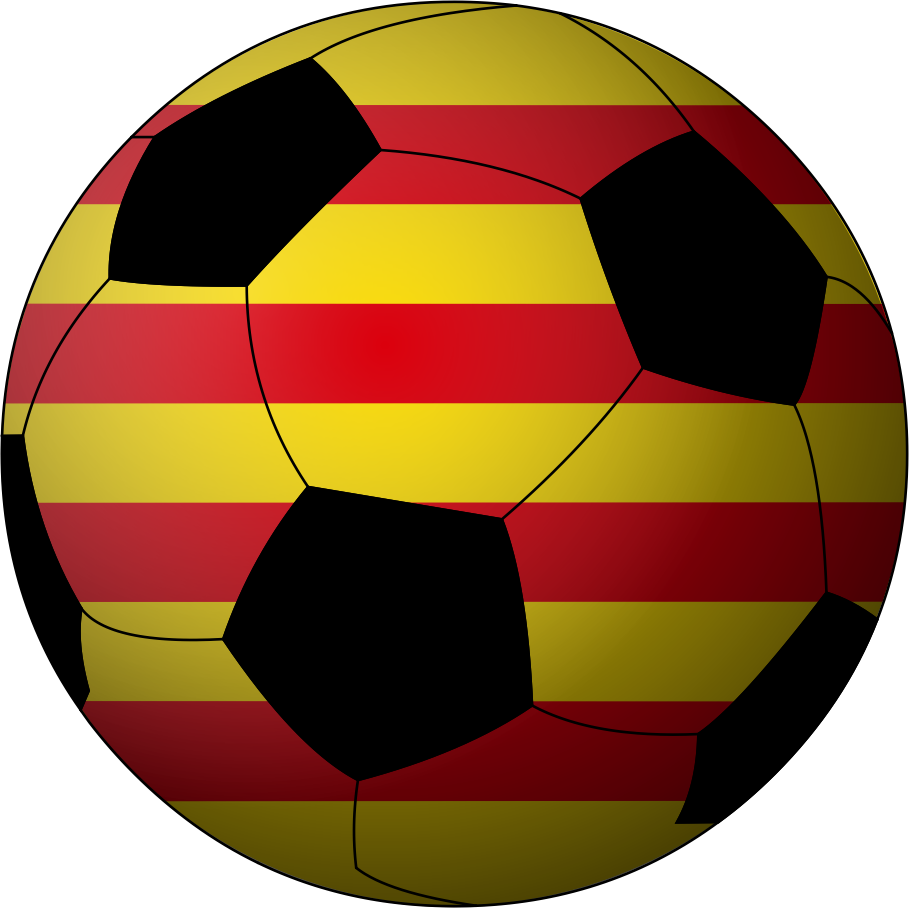
Balón de futbol con la bandera de Cataluña.

El fútbol es el deporte más importante en Cataluña y fue introducido a fines del siglo XIX por una combinación de trabajadores inmigrantes en su mayoría británicos y marineros visitantes, y estudiantes que regresan de Gran Bretaña. Cataluña lideró el desarrollo del fútbol en España, organizando tanto la primera asociación como la primera liga. Hoy el fútbol en Cataluña está organizado por la Federación Catalana de Fútbol y la RFEF y los equipos de Cataluña compiten en La Liga, la Copa del Rey, la Copa Cataluña y varias competiciones europeas.

## Los primeros clubes
El club más antiguo de Cataluña es el Palamós Foot-Ball Club, fundado en 1898. Aunque Gimnàstic de Tarragona se formó en 1886, el club no formó un equipo de fútbol real hasta 1914. Català SC y Foot-Ball Club Barcelona se fundaron en 1899. Varios clubes también surgieron con una referencia a España en su título. Estos incluyeron Hispania AC y Sociedad Española de Fútbol, ambos formados en 1900, y el FC Espanya de Barcelona. El 11 de noviembre de 1900 se formó la Federació Catalana de Futbol como la Asociación de Fútbol de Catalunya. Fue la primera asociación de fútbol fundada en España. El primer presidente fue Eduard Alesson y los miembros originales incluían al FC Barcelona, la Sociedad Española de Fútbol, Català SC e Hispania AC.

## La Liga
Desde que se formó La Liga en 1928, siete clubes catalanes han jugado en la Primera División. Estos incluyen al FC Barcelona que nunca ha sido relegado y al RCD Espanyol que solo se ha perdido cuatro temporadas en la división superior. El CE Sabadell FC jugó durante 14 temporadas en la Primera División. CE Europa, miembros fundadores de La Liga, han jugado tres temporadas, mientras que Gimnàstic de Tarragona, UE Lleida y CD Condal hicieron breves apariciones. El Girona FC jugó su primera temporada en La Liga en la temporada 2017-18.
Otros doce clubes FC Barcelona B, CF Reus Deportiu, Terrassa FC, CF Badalona, UE Llagostera, UE Figueres, UE Sant Andreu, Palamós CF, CE L´Hospitalet, CE Júpiter, EC Granollers y CFJ Mollerussa han jugado en la Segunda División.

## Copa Cataluña
En 1984, tras la restauración de la democracia en España, se organizó una nueva competencia para los clubes catalanes. La Copa Generalitat no fue reconocida inicialmente por la RFEF y solo ingresaron equipos de la Tercera División española. Sin embargo, después de 1990, la Copa Generalitat, ahora organizada por la Federación Catalana de Fútbol, se convirtió en una competencia oficial y comenzaron a participar los clubes catalanes en La Liga. En 1993 pasó a llamarse Copa Catalunya. La competencia ha disminuido gradualmente en prestigio y el FC Barcelona y el RCD Espanyol rara vez presentan equipos fuertes.